# Hayrabolu
Hayrabolu (in der Antike Chariopolis) ist eine Stadtgemeinde (Belediye) im gleichnamigen Ilçe (Landkreis) der Provinz Tekirdağ und gleichzeitig eine Gemeinde der 2012 geschaffenen Büyüksehir belediyesi Tekirdağ  (Großstadtgemeinde/Metropolprovinz) im europäischen Teil der Türkei (Ostthrakien). Seit der Gebietsreform 2013 ist die Gemeinde flächen- und einwohnermäßig identisch mit dem Landkreis.
Hayrabolu grenzt an die Provinzen Edirne und Kırklareli. Der Kreis bestand schon vor der Gründung der Republik 1923.
(Bis) Ende 2012 bestand der Landkreis neben der Kreisstadt aus den beiden Stadtgemeinden (Belediye) Çerkezmüsellim und Şalgamlı, die im Zuge der Verwaltungsreform 2012 ebenso wie die 46 Dörfer (Köy), in Mahalle (Stadtviertel, Ortsteile) überführt wurden. Die vier existierenden Mahalle der Kreisstadt blieben erhalten. Den Mahalle steht ein Muhtar als oberster Beamter vor.
Ende 2020 lebten durchschnittlich 607 Menschen in jedem dieser 52 Mahalle, 6.862 Einw. im bevölkerungsreichsten (İlyas).

## Persönlichkeiten
- Arkoç Özcan (1939–2021), Fußballtorhüter und -trainer
- Serdar Kulbilge (* 1980), Fußballtorhüter